# Maesteg
Maesteg es una ciudad en el sureste del país de Gales. La población es de 20.000 habitantes. La mayoría de habitantes hablan el inglés, con una minoría que habla el galés. La ciudad está muy cerca de Bridgend.
- Datos: Q2243637
- Multimedia: Maesteg / Q2243637